# Günter de Bruyn

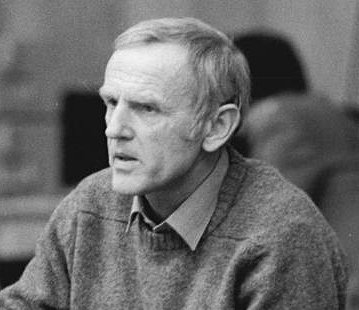
Günter de Bruyn bei der Berliner Begegnung zur Friedensförderung (1981)

Günter Martin de Bruyn [də ˈbʀɔɪn] (* 1. November 1926 in Berlin; † 4. Oktober 2020 in Bad Saarow) war ein deutscher Schriftsteller.

## Leben
Günter de Bruyn wurde 1926 als jüngstes von vier Kindern einer katholisch geprägten Familie geboren. Kindheit und Schulzeit verbrachte er in Berlin-Neukölln im Ortsteil Britz (Rudower Allee 8, seit 1947 Buschkrugallee). Von 1943 bis 1945 nahm er als Luftwaffenhelfer und Soldat in Böhmen am Zweiten Weltkrieg teil. Infolge einer schweren Kopfverletzung durch Granatsplitter kurz vor Kriegsende wurde sein Sprachzentrum gelähmt. Nach lebensrettendem Lazarettaufenthalt und abenteuerlicher Flucht nach Bayern wurde er auch seines jugendlichen Alters wegen schon bald aus amerikanischer Kriegsgefangenschaft entlassen und fand zeitlich begrenzt eine Stelle als Landarbeiter in Niedersachsen. Seinen Vater und zwei Brüder hatte er im Krieg verloren. Schon im Sommer 1945 konnte er nach Zernsdorf bei Berlin zurückkehren und ließ sich in Potsdam mit Stipendium zum Neulehrer ausbilden. Ab 1946 war er drei Jahre lang als Lehrer in Garlitz im Havelland tätig.
Von 1949 bis 1953 absolvierte de Bruyn eine Ausbildung zum Bibliothekar. Danach arbeitete er bis 1961 als wissenschaftlicher Mitarbeiter am Zentralinstitut für Bibliothekswesen in Ost-Berlin. Er war in jener Zeit auch als Dozent tätig und veröffentlichte bibliothekswissenschaftliche Arbeiten.
Seit 1961 arbeitete de Bruyn als freier Schriftsteller. Mit dem Romandebüt Der Hohlweg von 1963, einem antifaschistischen Tugendspiegel über die Ankunft in der sozialistischen Gesellschaft, versucht er das Trauma zu verarbeiten, das seine Generation in den Kriegs- und Nachkriegsjahren erfüllte. Den Entschluss hatte er noch als verwundeter Soldat im Zustand der Sprachlosigkeit gefasst. Nach 17-jähriger Arbeit erschien das Buch, doch galt ihm das Ergebnis als Ärgernis: „Es wurde mit einem Preis geehrt und milde beurteilt. Mein eigenes Urteil lautet: Thema verfehlt, fünf“. Trotzdem ist Der Hohlweg der Beginn einer erfolgreichen Karriere.
Ab 1965 war de Bruyn Mitglied des Zentralvorstandes des Deutschen Schriftstellerverbands (1973 umbenannt in Schriftstellerverband der DDR) sowie ab 1974 im Präsidium des PEN-Zentrums der DDR. Wegen des Interesses de Bruyns am Vorhaben von Schriftstellerkollegen, durch Gründung eines „Selbstverlags“ die Zensur in der DDR zu umgehen, trat 1974 das Ministerium für Staatssicherheit (MfS) an ihn heran. De Bruyn sollte zwecks Verhinderung des Projekts „unter Legende“ als inoffizieller Mitarbeiter (IM „Roman“) angeworben werden. Der Vorgang wurde wegen Erfolglosigkeit Anfang 1976 eingestellt. Im Jahr 1983 setzte das MfS die Bearbeitung de Bruyns nunmehr als operative Personenkontrolle (OPK „Roman“) fort, denn es „verfestigten sich bei dem B. politisch-ideologische Unklarheiten und oppositionelle Einstellungen und Widersprüche zur sozialistischen Entwicklung“. Gründe der Einschätzung waren u. a. sein Protest gegen die Ausbürgerung Wolf Biermanns im November 1976, der zunächst den Ausschluss aus dem Berliner Vorstand des Schriftstellerverbands und auf dem VIII. DDR-Schriftstellerkongress im Mai 1978 auch aus dem Zentralvorstand zur Folge hatte, und 1981 seine Stellungnahme gegen die Verfolgung der DDR-Friedensbewegung beim IX. Schriftstellerkongress:

„[Man] hat aber, wenn man die Zeitungen aufschlägt, ein ungutes Gefühl, wenn die DDR staatlicherseits den Antikriegskampf der Christen, Pazifisten und Kriegsdienstverweigerer jenseits der Grenzen begrüßt, der Antikriegskampf der Christen, Pazifisten und Kriegsdienstverweigerer innerhalb der eigenen Grenzen aber behindert wird.“

Ziel der OPK war, einen „Missbrauch“ de Bruyns als „personeller Stützpunkt gegnerischer Kräfte innerhalb und außerhalb der DDR“ zu verhindern. Die bereits gedruckte Erstauflage seines Romans Neue Herrlichkeit wurde auf Geheiß der zweiten Instanz der Zensur makuliert. Erst nachdem der Roman Neue Herrlichkeit 1984 in der Bundesrepublik Deutschland bei Fischer erschienen war, konnte er 1985 auch in der DDR beim Mitteldeutschen Verlag erscheinen. Das MfS nannte als Grund für das Erscheinen in der DDR ein „abgestimmtes Vorgehen der gesellschaftlichen und staatlichen Stellen“. Es sei dadurch verhindert worden, de Bruyn zum „oppositionellen Schriftsteller hochzuspielen und zur Hetze gegen die Kulturpolitik der DDR auszunutzen“, und stellte die OPK 1986 ein.
Auf dem X. Schriftstellerkongress der DDR im November 1987 forderten er und Christoph Hein die Abschaffung der Zensur in der DDR. Im Oktober 1989 lehnte de Bruyn die Annahme des Nationalpreises der DDR ab. Als Begründung nannte er die „Starre, Intoleranz und Dialogunfähigkeit“ der Regierung. Nach Einschätzung von Tilman Spreckelsen hat er „wie kein zweiter DDR-Autor das eigene Verhalten öffentlich hinterfragt“.
Nach der Wende war er Mitglied des PEN-Zentrums Deutschland und des Kuratoriums der Akademie für gesprochenes Wort in Stuttgart.
De Bruyn lebte in Berlin. Um sich der dortigen Atmosphäre, die er als einengend empfand, zu entziehen, verbrachte er ab 1967 die meiste Zeit zurückgezogen im Görsdorfer Ortsteil Blabber am Blabbergraben bei Beeskow. Günter de Bruyn starb im Oktober 2020 im Alter von 93 Jahren im Krankenhaus von Bad Saarow. Ein Sohn ist der Schriftsteller und Museumsdirektor Wolfgang de Bruyn.
Die Günter-de-Bruyn-Stiftung kümmert sich entsprechend dem letzten Willen von de Bruyn, seinen Nachlass zu inventarisieren und wissenschaftlich zu erschließen, und ihn der Öffentlichkeit zugänglich zu machen.

## Künstlerisches Schaffen
Günter de Bruyns Werk besteht zum einen aus häufig autobiographisch gefärbten, realistischen Romanen und Erzählungen, die sich dem „staatlich alimentierten Bildungsbürgertum der DDR“ (Gustav Seibt) – Kulturschaffenden, Professoren, Lehrern, Akademiemitarbeitern und Bibliothekaren – widmeten, zum anderen aus Essays zu literaturwissenschaftlichen und historischen Themen, insbesondere zur Geschichte Preußens. Jean Paul und Theodor Fontane beeinflussten de Bruyns Stil.
Er war Herausgeber einer Reihe von Autoren des 18. und 19. Jahrhunderts mit Bezug zu Berlin und zur Mark Brandenburg, die unter dem Titel Märkischer Dichtergarten (mit Gerhard Wolf) erschien.
Großen Erfolg hatte er in den 1990er-Jahren mit den beiden Bänden seiner Autobiographie: Zwischenbilanz (über seine Kindheit und Jugend in Berlin) und Vierzig Jahre: Ein Lebensbericht. Frank Schirrmacher schrieb über die Zwischenbilanz, sie sei „das erste Buch, das nicht mehr der geteilten, sondern der gesamtdeutschen Literatur zugeschlagen werden kann“.

## Auszeichnungen und Ehrungen
- 1964: Heinrich-Mann-Preis
- 1981: Lion-Feuchtwanger-Preis
- 1989: Nationalpreis der DDR (Annahme abgelehnt)
- 1990: Thomas-Mann-Preis
- 1990: Heinrich-Böll-Preis der Stadt Köln
- 1990: Mitglied der Deutschen Akademie für Sprache und Dichtung
- 1991: Ehrendoktorwürde der Albert-Ludwigs-Universität Freiburg
- 1993: Großer Literaturpreis der Bayerischen Akademie der Schönen Künste
- 1994: Großes Bundesverdienstkreuz (5. Oktober 1994)[14]
- 1996: Literaturpreis der Konrad-Adenauer-Stiftung
- 1996: Brandenburgischer Literaturpreis
- 1997: Jean-Paul-Preis[15] zur Würdigung des literarischen Gesamtwerks
- 1999: Ehrendoktorwürde der Humboldt-Universität zu Berlin
- 1999: Fontane-Literaturpreis der Stadt Neuruppin
- 2000: Ehrenmitgliedschaft der Landesgeschichtlichen Vereinigung für die Mark Brandenburg[16]
- 2000: Ernst-Robert-Curtius-Preis für Essayistik
- 2000: Friedrich-Schiedel-Literaturpreis
- 2002: Deutscher Nationalpreis
- 2003: Eichendorff-Literaturpreis
- 2005: Verdienstorden des Landes Brandenburg
- 2006: Jacob-Grimm-Preis Deutsche Sprache[17]
- 2007: Gleim-Literaturpreis
- 2007: Hanns Martin Schleyer-Preis
- 2008: Hoffmann-von-Fallersleben-Preis
- 2009: Max-Herrmann-Preis
- 2010: Preis der Deutschen Gesellschaft e. V. für Verdienste um die deutsche und europäische Vereinigung[18]
- 2011: Johann-Heinrich-Merck-Preis
- 2019: Ehrenbürgerwürde des Landkreises Oder-Spree[19]

## Werke

### In alleiniger Autorschaft
- Über die Arbeit in Freihandbibliotheken. Zentralinstitut für Bibliothekswesen, Ost-Berlin 1957, DNB 450660370.
- Hochzeit in Welzow. Mitteldeutscher Verlag, Halle an der Saale 1960, DNB 450660397.
- Wiedersehen an der Spree. Erzählung. Mitteldeutscher Verlag, Halle an der Saale 1960, DNB 450660443.
- Einführung in die Systematik für allgemeinbildende Bibliotheken. Zentralinstitut für Bibliothekswesen, Ost-Berlin 1961, DNB 450660389.
- Der Hohlweg. Roman. Mitteldeutscher Verlag, Halle an der Saale 1963, DNB 572553676.
- Ein schwarzer, abgrundtiefer See. Erzählungen. Mitteldeutscher Verlag, Halle an der Saale 1963, DNB 450660435.
- Maskeraden. Parodien. Mitteldeutscher Verlag, Halle/Saale 1966, DNB 456212116.
- Buridans Esel. Roman. Mitteldeutscher Verlag, Halle/Saale / Leipzig 1968, DNB 820668575 (Zuerst veröffentlicht in Sinn und Form, 1963).
- Preisverleihung. Roman. Mitteldeutscher Verlag, Halle/Saale 1972, DNB 572553706.
- Der Holzweg, in: Eröffnungen. Schriftsteller über ihr Erstlingswerk. Hrsg. von Gerhard Schneider. Berlin/Weimar 1974
- Tristan und Isolde. Nach Gottfried von Straßburg neu erzählt von Günter de Bruyn. Farbige Illustrationen von Peter Nagengast. Verlag Neues Leben, Ost-Berlin 1975, DNB 790398656 (Zugleich: Kindler-Verlag, München 1975, ISBN 3-463-00628-6).
- Geschlechtertausch in „Blitz aus heiterem Himmel“, Berlin 1975, S. 7–45, (Anthologie herausgegeben von Edith Anderson; Neuauflage 2024)
- Das Leben des Jean Paul Friedrich Richter. Mitteldeutscher Verlag, Halle/Saale 1975, DNB 760009686.
- Märkische Forschungen. Erzählung für Freunde der Literaturgeschichte. Mitteldeutscher Verlag, Halle/Saale / Leipzig 1978, DNB 790222434.
- Im Querschnitt. Prosa, Essay, Biographie. Auswahl und Nachwort von Werner Liersch. Mitteldeutscher Verlag, Halle/Saale / Leipzig 1979, DNB 790356414.
- Babylon. Erzählungen. Reclam-Verlag, Leipzig 1980, DNB 800391179.
- Neue Herrlichkeit. Roman. Fischer, Frankfurt am Main 1984, ISBN 3-10-009603-7;

DDR-Erstausgabe: Mitteldeutscher Verlag, Halle, Leipzig 1985
- Lesefreuden, Frankfurt am Main 1986, ISBN 978-3-10-009604-3
- Frauendienst, Halle (Saale) u. a. 1986, ISBN 3-354-00098-8
- Brandenburg, München u. a. 1991 (mit Hauke Dressler) ISBN 978-3-7658-0677-3
- Im Spreeland, Freiburg im Breisgau 1991 (mit Erhard Pansegrau) ISBN 978-3-89102-228-3
- Jubelschreie, Trauergesänge, Frankfurt am Main 1991, ISBN 978-3-10-009606-7
- Zwischenbilanz. Eine Jugend in Berlin. Fischer Taschenbuch Verlag, Frankfurt am Main 1992, ISBN 978-3-596-11967-7
- Mein Brandenburg, Frankfurt am Main 1993 (mit Barbara Klemm) ISBN 978-3-596-13596-7
- Das erzählte Ich, Frankfurt am Main 1995, ISBN 978-3-10-009624-1
- Was ich noch schreiben will, Göttingen 1995 (mit Ingo Hermann) ISBN 978-3-88977-422-4
- Irritation und Verstehen, Stuttgart 1995, ISBN 978-3-926297-56-3
- Vierzig Jahre: Ein Lebensbericht, Fischer, Frankfurt am Main 1996, ISBN 978-3-10-009626-5
- Altersbetrachtungen über den alten Fontane, Berlin 1999
- Die Finckensteins. Eine Familie im Dienste Preussens, Siedler Verlag, Berlin 1999; als Taschenbuch: Berliner Taschenbuchverlag 2001, ISBN 3-442-76005-4
- Deutsche Zustände, Frankfurt am Main 1999, ISBN 978-3-596-15044-1
- Preußens Luise. Vom Entstehen und Vergehen einer Legende, Berlin 2001. Als E-Book btb Verlag (TB), ISBN 978-3-641-01037-9
- Unzeitgemäßes, Frankfurt am Main 2001, ISBN 978-3-10-009633-3
- Unter den Linden, Geschichten um eine Straße, Berlin 2003, ISBN 978-3-88680-789-5
- Abseits. Liebeserklärung an eine Landschaft. Mit Fotos von Rüdiger Südhoff, Frankfurt am Main 2006, ISBN 978-3-596-16663-3
- Als Poesie gut. Schicksale aus Berlins Kunstepoche 1786 bis 1807. Frankfurt am Main 2006, ISBN 978-3-10-009638-8
- Die Zeit der schweren Not: Schicksale aus dem Kulturleben Berlins 1807 bis 1815, S. Fischer, Frankfurt am Main 2010, ISBN 978-3-10-009834-4. E-Book ISBN 978-3-10-400743-4
- Gräfin Elisa. Eine Lebens- und Liebesgeschichte, S. Fischer, Frankfurt am Main 2012, ISBN 978-3-10-009643-2. E-Book ISBN 978-3-10-402070-9
- Kossenblatt. Das vergessene Königsschloss,[20] S. Fischer Verlag 2014, ISBN 978-3-10-009835-1.
- Die Somnambule oder Des Staatskanzlers Tod, S. Fischer, Frankfurt am Main 2015, ISBN 978-3-10-002421-3
- Sünder und Heiliger. Das ungewöhnliche Leben des Dichters Zacharias Werner,  S. Fischer: Frankfurt am Main [2016], ISBN 978-3-10-397208-5
- Der Sandpoet. Friedrich Wilhelm August Schmidt, genannt Schmidt von Werneuchen, Frankfurter Buntbücher 60, Verlag für Berlin-Brandenburg, Berlin 2017, ISBN 978-3-945256-98-5
- Der neunzigste Geburtstag. Ein ländliches Idyll. S. Fischer, Frankfurt am Main 2018, ISBN 978-3-10-397390-7[21]
- Die neue Undine. Ein Märchen, nacherzählt dem verehrten Herrn Baron Friedrich de la Motte Fouqué auf Schloss Nennhausen im Havelland. Mit Illustrationen von Jörg Hülsmann. S. Fischer Verlag, Frankfurt am Main 2021, ISBN 978-3-10-397041-8.

### Als Herausgeber
- Das Lästerkabinett, Leipzig 1970
- Jean Paul: Leben des Quintus Fixlein, Berlin 1976
- W. F. Meyern: Dya-Na-Sore, oder die Wanderer. Eine Geschichte aus dem Sam-skritt übersetzt, Mit einem Nachwort von Günter de Bruyn. Frankfurt am Main 1979 (Haidnische Alterthümer)
- Theodor Gottlieb von Hippel: Über die Ehe, Berlin 1979
- Friedrich de la Motte Fouqué: Die wunderbaren Begebenheiten des Grafen Alethes von Lindenstein. Nachwort von Günter de Bruyn. Frankfurt am Main 1980 (Haidnische Alterthümer)
- Friedrich de la Motte Fouqué: Ritter und Geister, Berlin 1980 (Märkischer Dichtergarten)
- Friedrich Wilhelm August Schmidt: Einfalt und Natur, Berlin 1981 (Märkischer Dichtergarten)
- Christoph Friedrich Nicolai: Vertraute Briefe von Adelheid B. an ihre Freundin Julie S. Freuden des jungen Werthers, Berlin 1982 (Märkischer Dichtergarten)
- Ludwig Tieck: Die männliche Mutter und andere Liebes-, Lebens-, Spott- und Schauergeschichten, Berlin 1983 (Märkischer Dichtergarten)
- Rahel Levin: Rahels erste Liebe, Berlin 1985 (Märkischer Dichtergarten), ISBN 3-596-25114-1
- Ernst Theodor Amadeus Hoffmann: Gespenster in der Friedrichstadt, Berlin 1987 (Märkischer Dichtergarten), ISBN 978-3-596-25116-2
- Theodor Fontane: Die schönsten Wanderungen durch die Mark Brandenburg, Berlin 1988 (Märkischer Dichtergarten), ISBN 978-3-596-90661-1
- Friedrich August Ludwig von der Marwitz: Nachrichten aus meinem Leben, Berlin 1989 (Märkischer Dichtergarten), ISBN 978-3-371-00243-9
- Friedrichshagen und seine Dichter. Arkadien in Preußen, Berlin 1992 (Märkischer Dichtergarten)
- Moritz Heimann: Die Mark, wo sie am märkischsten ist, Berlin 1996 (Märkischer Dichtergarten)

### Verfilmungen
- 1978: Hochzeit in Weltzow
- 1980: Glück im Hinterhaus
- 1981: Märkische Forschungen

TV-Literatur-Porträt
„Im Windschatten der Mauer“, Günter de Bruyn – Chronist seiner Zeit, ein Film von Vera Botterbusch 60 Min., BR 1993

### Szenische Aufführungen
- 2024: Undine, Bearbeitung der Gruppe theater.land, Uraufführung zur Einweihung der neuen Burghofbühne auf der Burg Beeskow[22]

### Hörbücher
- Zwischenbilanz: Eine Jugend in Berlin, Gekürzte Lesung, Gelesen von Günter de Bruyn, 6 CD, MDR 1996 / Der Audio Verlag 2001, ISBN 3-89813-154-8
- Preussens Luise, Gekürzte Lesung, Gelesen von Günter de Bruyn, 140 min, Random House Audio 2005, ISBN 978-3-8371-7085-6
- Neue Herrlichkeit ungekürzte Lesung mit Jürgen Hentsch, Regie: Petra Meyenburg, 364 min, mp3-CD, MDR FIGARO 2006 / Der Audio Verlag 2015, ISBN 978-3-86231-554-3
- Vierzig Jahre: Ein Lebensbericht, ungekürzte Lesung mit Sylvester Groth, Regie: Klaus Zippel, 515 min, mp3-CD, MDR FIGARO 2011 / Der Audio Verlag 2015, ISBN 978-3-86231-553-6

### Hörfunk-Produktionen (Auswahl)
- Günter de Bruyn liest aus: Buridans Esel, 31 Min., Sendung: 14. April 1968, Berliner Rundfunk
- Günter de Bruyn liest aus: Die Preisverleihung, 35 Min., Sendung: 8. Oktober 1972, Stimme der DDR
- Günter de Bruyn liest aus: Das Leben des Jean Paul Friedrich Richter, 55 Min., Sendung: 4. Januar 1975, Radio DDR II
- Günter de Bruyn liest aus: Märkische Forschungen, 29 Min., Sendung: 25. Juni 1976, Stimme der DDR
- Günter de Bruyn liest aus: Babylon, 29 Min., Sendung: 6. Juli 1980, Berliner Rundfunk
- Günter de Bruyn liest aus: Märkische Forschungen, 52 Min., Sendung: 16. August 1980, Radio DDR II
- Günter de Bruyn liest aus: Neue Herrlichkeit, 59 Min., Sendung: 12. November 1983, Radio DDR II
- Günter de Bruyn liest aus: Frauendienst, 59 Min., Sendung: 1. November 1986, Radio DDR II
- Günter de Bruyn liest aus: Rahel erste Liebe, 38 Min., Sendung: 4. August 1990, Deutschlandsender Kultur
- Zwischenbilanz: Eine Jugend in Berlin, gekürzte Lesung mit Christian Brückner, Redaktion: Reinhard Wittmann, ca. 215 Min., BR 1992
- Günter de Bruyn liest: Das erzählte Ich - Über Wahrheit und Dichtung in der Autobiographie, 23 Min., Sendung: 14. Oktober 1996, MDR KULTUR
- Zwischenbilanz: Eine Jugend in Berlin, vom Autor gekürzte Lesung, mit Günter de Bruyn, Regie: Veronika Hübner, MDR KULTUR 1996
- Neue Herrlichkeit, ungekürzte Lesung mit Jürgen Hentsch, Regie: Petra Meyenburg, MDR FIGARO 2006
- Vierzig Jahre: Ein Lebensbericht, ungekürzte Lesung mit Sylvester Groth, Regie: Klaus Zippel, MDR FIGARO 2011
- Der neunzigste Geburtstag. Ein ländliches Idyll, ungekürzte Lesung mit Burghart Klaußner, Regie: Matthias Thalheim, MDR KULTUR 2019